# حزب بعث (جناح تحت رهبری سوریه)
حزب بعث سوسیالیست عرب (عربی: حزب البعث العربی الاشتراکی‎)، که به آن جنبش بعث طرفدار سوریه نیز گفته می‌شود، حزب سیاسی نئوبعثی بود که شاخه‌هایی در سراسر جهان عرب دارد. از سال ۱۹۷۰ تا ۲۰۰۰، این حزب توسط رئیس‌جمهور وقت سوریه و دبیرکل، حافظ اسد، رهبری می‌شد. تا ۲۶ اکتبر ۲۰۱۸، رهبری، بین پسرش بشار اسد (رئیس شاخه منطقه‌ای حزب در سوریه) و عبدالله احمر (رئیس سازمان ملی پان‌عرب) مشترک بود.
در سال ۲۰۱۸، پس از اتحاد مجدد فرماندهی ملی و منطقه‌ای، بشار اسد، دبیرکل فرماندهی مرکزی شد. شاخه منطقه‌ای حزب در سوریه، بزرگ‌ترین شاخه حزب بعث به رهبری سوریه بود که از کودتای ۱۹۶۳ تا سقوط رژیم اسد در ۲۰۲۴، بر سوریه، حکومت کرد. فعالیت‌های شاخه منطقه‌ای در سوریه در ۱۱ دسامبر ۲۰۲۴ به‌طور نامحدود به حالت تعلیق درآمد و دارایی‌های آن به دولت انتقالی منتقل و عملاً این شعبه، منحل شد. شاخه‌های دیگر حزب بعث تحت رهبری سوریه به فعالیت خود ادامه دادند و شاخه فلسطینی الصاعقه، حتی فعالیت خود را در داخل سوریه از سر گرفت.

## رهبری

### دبیرکل
حافظ اسد در سال ۱۹۷۰، دبیر فرماندهی منطقه‌ای سوریه و در اواخر سال ۱۹۷۰، دبیرکل فرماندهی ملی این حزب شد. اگرچه حافظ اسد در سال ۲۰۰۰ درگذشت، اما همچنان به عنوان دبیرکل رسمی فرماندهی ملی نام برده می‌شد. بشار اسد پس از مرگ پدرش در سال ۲۰۰۰، دبیر منطقه‌ای شاخه حزب در سوریه شد. در سال ۲۰۱۷، بشار اسد به عنوان دبیرکل شورای ملی، انتخاب شد.

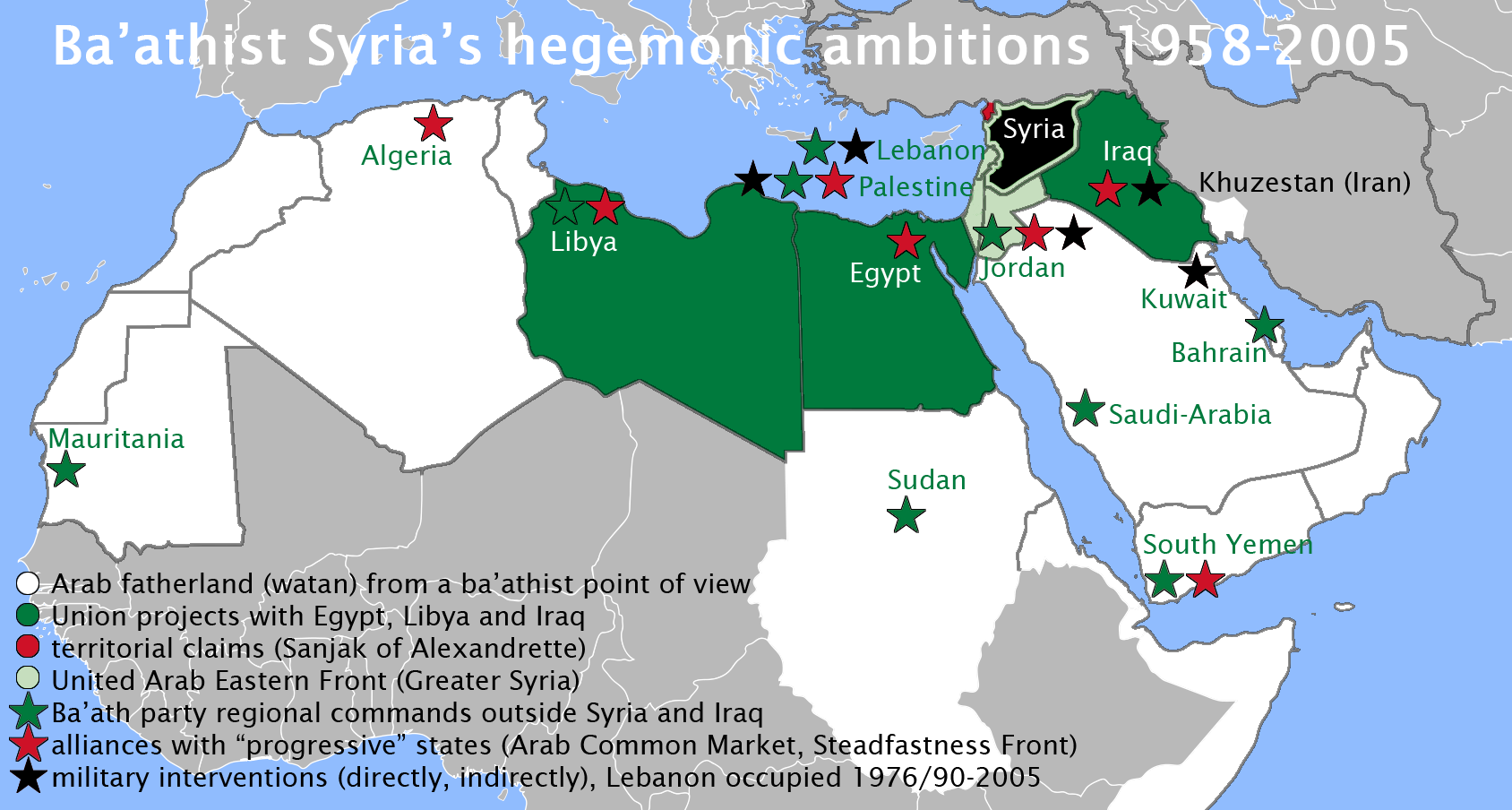
جاه‌طلبی‌های هژمونیک سوریه بعثی بین ۱۹۵۸ تا ۲۰۰۵

| شماره | شماره | تصویر | نام (تولد–مرگ)                  | دوره            | دوره           | دوره            |
| شماره | شماره | تصویر | نام (تولد–مرگ)                  | آغاز            | پایان          | مدت             |
| ----- | ----- | ----- | ------------------------------- | --------------- | -------------- | --------------- |
| ۱     |       |       | نورالدین الاتاسی (۱۹۲۹–۱۹۹۲)    | مارس ۱۹۶۶       | ۱۸ نوامبر ۱۹۷۰ | ۴ سال، ۲۶۲ روز  |
| ۲     |       |       | حافظ اسد (۱۹۳۰–۲۰۰۰)            | ۱۲ سپتامبر ۱۹۷۱ | ۱۰ ژوئن ۲۰۰۰ † | ۲۸ سال، ۲۷۲ روز |
| —     |       |       | عبدالله احمر (زاده ۱۹۳۶) (موقت) | ۱۰ ژوئن ۲۰۰۰    | ۱۴ مه ۲۰۱۷     | ۱۶ سال، ۳۳۸ روز |
| ۳     |       |       | بشار اسد (زاده ۱۹۶۵)            | ۱۸ مه ۲۰۱۷      | ۸ دسامبر ۲۰۲۴  | ۷ سال، ۲۰۴ روز  |